# Aleksandr Vinokúrov
Aleksandr Nikolàievitx Vinokúrov (en rus Алексaндр Николаевич Винокуров) és un ciclista professional kazakh nascut el 16 de setembre de 1973 a Petropàvlovsk (Unió Soviètica), avui Petropavl (Kazakhstan). Sovint se l'anomena «Vino» i és conegut pels seus valents atacs i per la seva gran qualitat en tots els terrenys.
Molt aviat va destacar des del seu debut com a professional el 1998 a l'equip Casino. El 2000 fitxà pel Deutsche Telekom, aconseguint la medalla de plata als Jocs Olímpics de Sydney en la prova en ruta, la Volta a Alemanya del 2001, la París-Niça de 2002 o la Lieja-Bastogne-Lieja del 2005. La seva millor temporada fou la del 2003, quan guanyà la seva segona París-Niça, la Volta a Suïssa, l'Amstel Gold Race i la tercera posició al Tour de França.
El 2006 fitxà per l'equip espanyol Liberty Seguros per tal de guanyar el Tour de França. La implicació de diversos dirigents de l'equip i companys d'equip en l'Operació Port l'impediren de participar-hi. Vinokúrov va centrar tots els seus esforços en la Volta a Espanya, la qual guanyà gràcies a l'ajuda del seu company d'equip Andrei Kàixetxkin. Favorit al Tour de França de 2007, va donar positiu en un control antidopatge per una transfusió de sang, fruit d'un control realitzar després de la seva victòria d'etapa a la crono individual amb final a Albi. Això va provocar l'abandonament del Tour per part de tot l'Astana Qazaqstan Team en saber-se els resultats del test. De resultes fou sancionat amb dos anys de suspensió.
L'agost de 2009 es reintegrà a l'equip Astana Qazaqstan Team. L'abril del 2010 guanyà la seva segona 2010. Víctima d'una greu caiguda al Tour de França de 2011 es veié obligat a abandonar i quasi a abandonar la pràctica esportiva, però la bona evolució de les lesions van permetre que cap a la fi de la temporada ja prengués part al Giro de Llombardia.
El 28 de juliol 2012 es proclamà campió olímpic en la cursa en línia. Aprofitant-se de la condició de favorit de l'equip britànic, i sobretot de Mark Cavendish en un possible esprint final, es va introduir en una escapada de 40 ciclistes en la qual va atacar a manca de cinc quilòmetres junt al colombià Rigoberto Urán. En l'esprint final fou el més ràpid, aconseguint d'aquesta manera la seva segona medalla en uns Jocs Olímpics. En acabar la cursa Vinokúrov va anunciar que deixaria el ciclisme en finalitzar la contrarellotge masculina.
El 12 d'octubre de 2019, participa al Campionat del Món de triatló Ironman a Kona - Hawaii, aconseguint un temps de 8h48'24".

## Palmarès
- 1995
  - Vencedor de 2 etapes a la Volta a Equador
- 1998
  - 1r als Quatre dies de Dunkerque
  - 1r al Tour de l'Oise i vencedor d'una etapa
  - 1r al Circuit des Mines i vencedor d'una etapa
  - Vencedor d'una etapa a la Volta a Polònia
- 1999
  - 1r al Critèrium del Dauphiné Libéré i vencedor d'una etapa
  - 1r a la Volta a la Comunitat Valenciana i vencedor d'una etapa
  - Vencedor de 2 etapes al Gran Premi del Midi Libre
  - Vencedor d'una etapa al Tour del Llemosí
- 2000
  -  Medalla de plata als Jocs Olímpics de Sydney en la cursa en línia
  - Vencedor d'una etapa a la Volta a Espanya
- 2001
  - 1r a la Volta a Alemanya i vencedor d'una etapa
  - Vencedor d'una etapa a la Volta a Suïssa
- 2002
  - 1r a la París-Niça i vencedor d'una etapa
  - Vencedor d'una etapa a la Volta a Suïssa
  - 2n als Jocs Asiàtics en la cursa en línia
- 2003
  - 1r a la París-Niça i vencedor d'una etapa
  - 1r a la Volta a Suïssa i vencedor d'una etapa
  - 1r a la Amstel Gold Race
  - Vencedor d'una etapa al Tour de França
- 2004
  - Vencedor de 3 etapes a la París-Niça
  - 1r a la Rothaus Regio-Tour i vencedor de 2 etapes
- 2005
  -  Campió del Kazakhstan en ruta
  - Vencedor d'una etapa al Critèrium del Dauphiné Libéré
  - 1r a la Lieja-Bastogne-Lieja
  - Vencedor de 2 etapes al Tour de França
- 2006
  -  1r a la Volta a Espanya, vencedor de 3 etapes i  1r de la Classificació de la combinada
  - 1r a la Volta a Castella i Lleó i vencedor d'una etapa
- 2007
  - Vencedor de 2 etapa al Tour de França
  - Vencedor de 2 etapa al Critèrium del Dauphiné Libéré
- 2009
  - Campió d'Àsia en contrarellotge
  - 1r a la Crono de les Nacions-Les Herbiers
  - Vencedor d'una etapa al Tour de l'Ain
- 2010
  - 1r al Giro del Trentino i vencedor d'una etapa
  - 1r a la Volta a Chihuahua
  - Vencedor de 2 etapes al Critèrium del Dauphiné Libéré
  - Vencedor d'una etapa al Tour de França
- 2011
  - Vencedor d'una etapa a la Volta al País Basc
  - Vencedor d'una etapa al Tour de Romandia
- 2012
  -  Medalla d'or als Jocs Olímpics de Londres en la cursa en línia

### Resultats al Tour de França
- 1999. 35è de la classificació general
- 2000. 15è de la classificació general
- 2001. 16è de la classificació general
- 2003. 3r de la classificació general. Vencedor d'una etapa. 1r al Premi de la Combativitat
- 2005. 4t de la classificació general. Vencedor de 2 etapes
- 2007. Exclòs després del positiu en un control antidopatge i retirades les 2 victòries d'etapa
- 2010. 15è de la classificació general. Vencedor d'una etapa
- 2011. Abandona (9a etapa)
- 2012. 31è de la classificació general

### Resultats al Giro d'Itàlia
- 2010. 6è de la classificació general

### Resultats a la Volta a Espanya
- 2000. 28è de la classificació general. Vencedor d'una etapa
- 2002. Abandona (11a etapa)
- 2004. Abandona (18a etapa)
- 2006.  1r de la classificació general. Vencedor de 3 etapes.  1r de la Classificació de la combinada
- 2009. Abandona (11a etapa)